# Mayara Magri
Mayara Magri (Mogi Guaçu, 2 de maio de 1962) é uma atriz brasileira.

## Biografia
Nascida no interior de São Paulo, na cidade de Mogi Guaçu, em 2 de maio de 1962, Mayara desde muito pequena sonhava em ser atriz. Com apenas 16 anos, foi vencedora de um concurso para atores em sua cidade e foi estudar teatro na capital paulista. Ingressou na Escola de Arte Dramática da USP (EAD-USP) onde se formou profissionalmente como atriz.
Ainda enquanto estudava, realizou testes de elenco para a televisão. O primeiro, foi na Rede Bandeirantes, emissora a qual buscava jovens atrizes para seu casting de novelas. Em 1981, estreou na teledramaturgia na telenovela Os Adolescentes. No ano seguinte, em 1982, ganha mais notoriedade na telenovela Ninho da Serpente, dando vida a empregada Marinalda. Na trama, sua personagem passa pelo clássico romance entre a empregada e o filho dos patrões que, à época, fez sua personagem ganhar notoriedade na trama e o casal ganhar torcida. Porém, sua personagem acabou sendo morta a mando da mãe de seu par romântico, interpretada pela magistral Cleyde Yáconis.
Em 1983, destaca-se em Sabor de Mel, de Jorge Andrade, dando vida a estudante Terezinha. No ano seguinte realiza seu último trabalho na Rede Bandeirantes, na série Casal 80. No mesmo ano, 1984, transfere-se para a Rede Globo e estreia no sucesso Amor com Amor Se Paga, interpretando Rosemary, onde atuou ao lado de Yoná Magalhães, que interpretava sua mãe. Na trama, Rosemary vivia um casamento conturbado com um homem machista, interpretado pelo ator Mateus Carrieri.
Concomitantemente com a televisão, Mayara também iniciou seus trabalhos na sétima arte, no cinema. Em 1983, fez sua estreia nas grandes telas em A Próxima Vítima, que lhe rendeu elogios da crítica especializada e indicações a prêmios, dentre eles levou o prêmio especial do júri de melhor atriz revelação no Festival de Gramado.
Em 1985, interpreta seu personagem mais lembrado nas telenovelas, a jovem Babi no grande sucesso A Gata Comeu, novela do horário das seis de Ivani Ribeiro. Em 1986 faz uma rápida passagem pela Rede Manchete e atua na telenovela Dona Beija. Em agosto do mesmo ano volta para à Rede Globo ingressando o casting da novela Roda de Fogo, no horário nobre, onde deu vida à estudante de comunicação Helena, filha dos protagonistas da trama Renato e Carolina, vividos por Tarcísio Meira e Renata Sorrah. À época, fez um imenso sucesso e posou para a capa da revista Playboy.
Em 1987, volta à Rede Manchete para fazer a novela Helena. Volta para a Globo dois anos mais tarde. Em 1989, esteve no elenco central de O Salvador da Pátria, encarnando Camila, uma jovem rebelde que vive conflitos amorosos. Em 1990 faz parte do time de protagonistas do seriado Delegacia de Mulheres. Em 1991, em Salomé, deu vida a sofrida Mônica, que se casa contra sua vontade com o banqueiro MacGregor, interpretado por Rubens de Falco.
Após um período afastada da teledramaturgia, regressou em 1994 no SBT, estando no elenco do clássico Éramos Seis, onde interpretou a marcante Justina, que sofria de problemas mentais e se comportava como uma criança devido a um trauma na infância. Ainda no SBT, participou de mais duas produções; Razão de Viver, de 1996, como a sofrida Olga; e, Os Ossos do Barão, em 1997, como a apaixonada Lourdes. Logo após realiza participação em duas minisséries da RecordTV em sua fase de produções independentes.
Em 2004, após sete anos longe da televisão, assina com a RecordTV para um dos papéis principais de A Escrava Isaura, onde deu vida à Tomásia, uma condessa abolicionista que luta pela liberdade dos escravos e a derrocada de Leôncio. Logo após, no entanto, decidiu rescindir o contrato para acompanhar seu marido, Herval Rossano, para o Sistema Brasileiro de Televisão, onde ele assumiu o posto de diretor de teledramaturgia e ela estreou como diretora na telenovela Cristal. Após a morte de Herval em 2007, Mayara acabou sendo dispensada pela emissora e não conseguiu retornar à Record. Em 2009 realizou uma participação especial no seriado Toma Lá, Dá Cá, na Rede Globo.

## Vida pessoal
Em 2003 começou a namorar o diretor Herval Rossano, com quem foi casada de 2005 até 2007, quando ele morreu. Entre 2011 e 2015 namorou o ator Flávio Galvão. Desde 2021 é casada com o autor Lauro César Muniz, assumindo publicamente o relacionamento apenas em 2022.

## Filmografia

### Televisão
| Ano  | Título                | Papel                                          | Notas                            | Emissora          |
| ---- | --------------------- | ---------------------------------------------- | -------------------------------- | ----------------- |
| 1981 | Os Adolescentes       | Gaby                                           |                                  | Rede Bandeirantes |
| 1982 | Ninho da Serpente     | Marinalva                                      |                                  | Rede Bandeirantes |
| 1983 | Sabor de Mel          | Terezinha                                      |                                  | Rede Bandeirantes |
| 1984 | Casal 80              | Béa                                            |                                  | Rede Bandeirantes |
| 1984 | Amor com Amor Se Paga | Rosemary (Rose)                                |                                  | Rede Globo        |
| 1985 | A Gata Comeu          | Beatriz Penaforte (Babi)                       |                                  | Rede Globo        |
| 1986 | Dona Beija            | Maria Sampaio                                  |                                  | Rede Manchete     |
| 1986 | Roda de Fogo          | Helena D'Ávila Villar                          |                                  | Rede Globo        |
| 1987 | Helena                | Eugênia                                        |                                  | Rede Manchete     |
| 1989 | O Salvador da Pátria  | Camila Sintra                                  |                                  | Rede Globo        |
| 1990 | Delegacia de Mulheres | Belinha                                        |                                  | Rede Globo        |
| 1991 | Salomé                | Mônica                                         |                                  | Rede Globo        |
| 1991 | O Portador            | Jacira                                         |                                  | Rede Globo        |
| 1994 | Você Decide           | Nicinha                                        | Episódio: "A Qualquer Preço"     | Rede Globo        |
| 1994 | Éramos Seis           | Justina                                        |                                  | SBT               |
| 1996 | Razão de Viver        | Olga                                           |                                  | SBT               |
| 1997 | Os Ossos do Barão     | Lourdes Camargo Parente Rendon Pompeo e Taques |                                  | SBT               |
| 1997 | Uma Janela para o Céu | Ângela                                         |                                  | Rede Record       |
| 1997 | O Desafio de Elias    | Safira                                         |                                  | Rede Record       |
| 1998 | Mulher                | Regina                                         | Episódio: "A Hora da Verdade"    | Rede Globo        |
| 2004 | A Escrava Isaura      | Tomásia Albuquerque (Condessa de Campos)       |                                  | Rede Record       |
| 2009 | Toma Lá Dá Cá         | Murici Chaveia                                 | Episódio: "A Bicharada em Festa" | Rede Globo        |

### Cinema
| Ano  | Título                    | Personagem | Notas          |
| ---- | ------------------------- | ---------- | -------------- |
| 1983 | A Próxima Vítima          | Luna       |                |
| 1984 | Shock: Diversão Diabólica | Sara       |                |
| 1986 | Quero Ser Feliz           | Amiga      | Curta-metragem |
| 1997 | Átimo                     | Drica      |                |
| 2007 | Sonho de Valsa            | Stella     |                |

### Como diretora
| Ano  | Título  |
| ---- | ------- |
| 2006 | Cristal |

## Teatro
- 1981 - As Artimanhas de Scapino
- 1982 - República dos Mendigos
- 1984 - Hamlet
- 1985 - Louco Circo do Desejo
- 1987 - Black Out
- 1992 - Luar em Preto e Branco
- 1994 - A Gaivota
- 1996 - Brasil S/A
- 1999/2000 - SOS Brasil
- 2002 - A Lista
- 2004 - Tributo a Bidu Sayão
- 2011 - As Pontes de Madison
- 2015 - Elza & Fred
- 2019 - Dois Perdidos numa Noite Suja

## Prêmios e indicações
| Ano  | Premiação            | Categoria                | Nomeação         | Resultado | Ref    |
| ---- | -------------------- | ------------------------ | ---------------- | --------- | ------ |
| 1984 | Troféu APCA          | Melhor atriz coadjuvante | A Próxima Vítima | Venceu    | [ 3 ]  |
| 1984 | Festival de Gramado  | Melhor atriz revelação   | A Próxima Vítima | Venceu    | [ 3 ]  |
| 1997 | Festival de Brasília | Melhor Atriz - 16mm      | Átimo            | Venceu    | [ 10 ] |